# Eduard Budźka
Eduard Adamawicz Budźka (biał. Едуард Адамавіч Будзька; ur. 22 marca 1882 w Budsławiu, zm. 14 sierpnia 1958 w Chicago) – białoruski poeta, publicysta, autor wspomnień, działacz społeczny związany z białoruskim ruchem narodowym początku XX wieku; jeden z pierwszych organizatorów białoruskiego systemu oświaty, w 1918 roku Sekretarz Komisji ds. Utworzenia Białoruskiego Uniwersytetu Państwowego przy Ludowym Sekretariacie Białoruskiej Republiki Ludowej.

## Życiorys
Urodził się 22 marca 1882 roku w miasteczku Budsław w powiecie wilejskim guberni wileńskiej Imperium Rosyjskiego. Uczył się w Ryskim Instytucie Politechnicznym, jednak przerwał naukę ze względu na trudności finansowe i zły stan zdrowia. Mieszkając w Rydze służył na poczcie i organizował białoruskie stowarzyszenie narodowe. Od 1906 roku publikował na łamach wydawanej w Wilnie białoruskojęzycznej gazety „Nasza Niwa”, a także w jej kalendarzach wiersze, wolne tłumaczenia rosyjskich bajek i notatki publicystyczne. Często odwiedzał redakcję tego czasopisma i był jednym z jego najaktywniejszych popularyzatorów wśród mieszkańców wsi.
Po wybuchu I wojny światowej został ewakuowany przed nadejściem wojsk niemieckich do Petersburga. W 1916 roku brał udział w pracach Białoruskiego Towarzystwa Pomocy Ofiarom Wojny w Piotrogrodzie (BTPOWP), wydawał i redagował dziennik katolicki „Swietacz” (pol. „Oświeciciel”), publikował w gazecie „Dziannica” (pol. „Zorza Poranna”; artykuł Dumki da hramatyki pod pseudonimem Akcub, 1916). W dniach 7–9 kwietnia (25–27 marca st. st.) 1917 roku brał udział jako przedstawiciel BTPOWP w Zjeździe Białoruskich Organizacji Narodowych w Mińsku, który opowiedział się za autonomią Białorusi w składzie demokratycznej federacji rosyjskiej. W jego trakcie został wybrany na członka prezydium Białoruskiego Komitetu Narodowego (BKN). W połowie kwietnia wszedł w skład delegacji BKN, która udała się do Piotrogrodu w celu nawiązania stosunków z Rządem Tymczasowym Rosji. Delegacja przekazała na ręce premiera Gieorgija Lwowa rezolucję mówiącą m.in. o konieczności przekształcenia Rosji w demokratyczną federację, a także zawierają postulaty wprowadzenia w szkołach krajowych języka białoruskiego i kursów wiedzy o Białorusi. Postulaty nie zostały jednak przez Rząd Tymczasowy Rosji uwzględnione.
Eduard Budźka był członkiem Petersburskiego Oddziału Białoruskiej Socjalistycznej Gromady (BSG). W czerwcu 1917 roku na konferencji BSG został wybrany do jej Komitetu Centralnego. W lipcu był delegatem na Zjazd Białoruskich Organizacji i Partii w Mińsku. W trakcie drugiej sesji Centralnej Rady Białoruskich Organizacji i Partii w dniach 28 października – 6 listopada (15–24 października st. st.) 1917 roku, w trakcie którego organizacja została przekształcona w Wielką Radę Białoruską (WRB), Eduard Budźka został wybrany na członka 24-osobowego Tymczasowego Komitetu Wykonawczego WRB. W tym czasie był członkiem Chrześcijańskiego Związku Demokratycznego. W grudniu został delegatem na I Zjazd Wszechbiałoruski. W czerwcu 1918 roku, po ogłoszeniu niepodległości przez Białoruską Republikę Ludową (BRL), Eduard Budźka objął stanowisko Sekretarza Komisji ds. Utworzenia Białoruskiego Uniwersytetu Państwowego przy Ludowym Sekretariacie BRL. Aktywnie zaangażował się w tworzenie białoruskich szkół i w tym samym roku był jednym z organizatorów Budsławskiego Gimnazjum Białoruskiego (według innego źródła – Białoruskiego Seminarium Nauczycielskiego w Budsławiu). W 1921 roku wszedł w skład tajnego Białoruskiego Komitetu Państwowego, który stawiał sobie za cel utworzenie państwa białoruskiego pod patronatem Polski. Organizacja istniała ok. trzech-czterech miesięcy. Na początku lat 20. przeprowadził się z Polski na Łotwę, gdzie organizował białoruską oświatę. W latach 1921–1922 kierował białoruskimi kursami nauczycielskimi w Dyneburgu. Mieszkał w Rydze i Kownie, występował z artykułami na tematy moralno-etyczne i religijne. Następnie powrócił do Polski, gdzie mieszkał przez kilka lat do wybuchu II wojny światowej.
W czasie niemieckiej okupacji pracował jako nauczyciel w Mińsku i Baranowiczach. Po wojnie mieszkał w Niemczech Zachodnich i Stanach Zjednoczonych, gdzie od lat 50. działał w miejscowej białoruskiej społeczności, m.in. występował ze wspomnieniami w gazecie „Baćkauszczyna”. Zmarł w Chicago 14 sierpnia 1958 roku.

## Twórczość
Eduard Budźka był autorem licznych artykułów w białoruskiej prasie, m.in. krótkich wspomnień o wydarzeniach i postaciach białoruskiego ruchu narodowego pierwszej ćwierci XX wieku.

## Rodzina
Eduard Budźka miał córki Ludwikę i Irenę, a także syna Czasłaua. Wszyscy troje ukończyli Gimnazjum Białoruskie w Wilnie i Uniwersytet Stefana Batorego, pracowali w różnych okresach jako nauczyciele, a po wojnie znaleźli się na emigracji w Stanach Zjednoczonych.